# Karel Mečíř
Karel Mečíř (18. dubna 1876 Mladá Boleslav – 12. května 1947 Praha) byl český a československý novinář, spisovatel, diplomat a politik, poslanec Revolučního národního shromáždění za Republikánskou stranu československého venkova (agrárníky).

## Biografie
Studoval na gymnáziu v Mladé Boleslavi, pak teologii na českém semináři v Římě. Po návratu v Praze a absolvoval Právnickou fakultu Univerzity Karlovy. Pracoval jako advokátní koncipient, ale pak dal přednost žurnalistice. Působil například v listech Politika nebo Čas. Počátkem 20. století se angažoval v agrárním tisku. Byl redaktorem listu Obrana zemědělců. Během první světové války byl aktivní v domácím protirakouském odboji. Psal i beletrii. Je autorem románů Zlatý důl, V tenatech, Cesta do rodiny do dne a do roka nebo humoristických románů, dramat i studií.
Od roku 1918 zasedal v Revolučním národním shromáždění za Republikánskou stranu československého venkova (od roku 1922 Republikánská strana zemědělského a malorolnického lidu). Na mandát rezignoval v září 1919. Byl profesí redaktorem.
Pak se zapojil do československé diplomacie. Zastupoval ČSR v Belgii a Řecku.